# الجرنیه، الرقه
الجرنیه (به عربی: الجرنیة) یک منطقهٔ مسکونی در سوریه است که در ناحیه الجرنیه واقع شده‌است. الجرنیه ۲٬۶۸۶ نفر جمعیت دارد و ۳۷۱ متر بالاتر از سطح دریا واقع شده‌است.